# Chiesa di Santa Maria Assunta (Fiè allo Sciliar)
La chiesa di Santa Maria Assunta (in tedesco Pfarrkirche Maria Himmelfahrt) a Fiè allo Sciliar è la chiesa parrocchiale del paese.

## Storia e descrizione
L'edificio romanico della fine del XII secolo fu rimaneggiato forme tardo-gotiche dopo un incendio nel 1440. La chiesa attuale a tre navate è frutto di una ricostruzione fra il 1515 e il 1570.
Il campanile con bulbo barocco è del 1703 e i portali con gli stemmi sono dei Signori di Völs-Colonna e dell'abbazia di Novacella.
Il crocifisso romanico e della fine del XII secolo, l'altare tardogotico a portelle è del maestro Nartzis di Bolzano (1488), rielaborato nel 1902. Il pulpito e l'organo barocchi (intorno al 1760) venne rielaborato nel 1863).
La Via Crucis e le pale d'altare sono del 1825. Gli altari laterali e i dipinti della volta sono in stile neogotico.